# Hani
Los hani (chino: 哈尼族; pinyin: Hānízú; vietnamita: người Hà Nhì) son una de las 56 minorías étnicas oficialmente reconocidas por el gobierno de la República Popular China. Su población se concentra mayoritariamente en la provincia de Yunnan aunque también se encuentran grupos menos numerosos en Vietnam y Laos.

## Idioma
El idioma hani pertenece a la rama de lenguas tibetano-birmanas de la familia de las lenguas sino-tibetanas. El idioma está compuesto por tres tonos y tiene cinco dialectos. No dispone de un sistema propio de escritura aunque en 1957 se creó uno, basado en el alfabeto latino.

## Historia

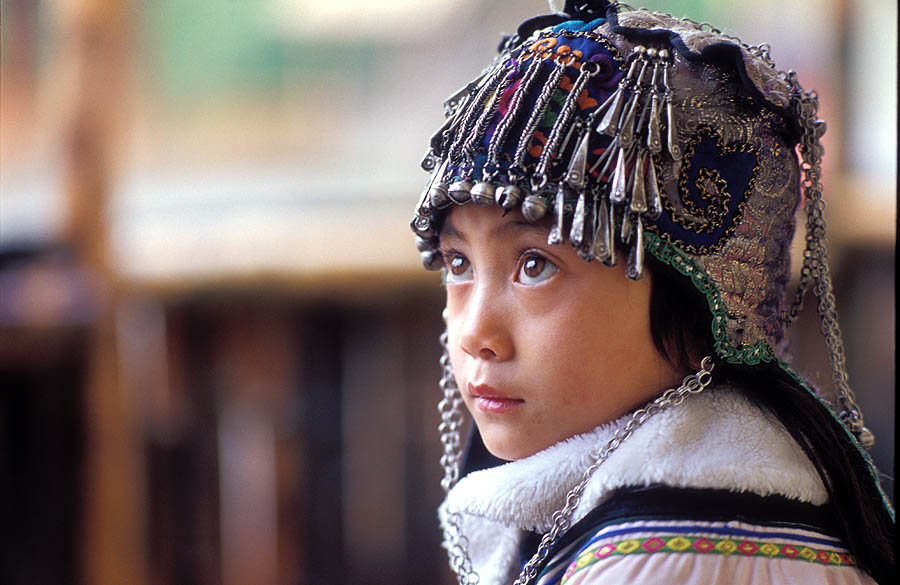
Niña hani.

Los hani comparten orígenes con los yi y los lahu. Estas tribus tienen sus raíces en los qiang. Los qiang solían ser nómadas y moverse por la zona de la llanura tibetana. A principios del siglo III, una rama de los qiang se asentó a orillas del río Yalong. 
Durante las dinastías Tang y Song la zona habitada por los hani perteneció a los reinos de Nanzhao y Dali. La dinastía Yuan fue la primera en establecer una prefectura en la zona de Yunnan para gobernar a las diversas etnias que habitaban la zona. La dinastía Ming estableció un sistema de gobierno basado en los jefes locales. Este sistema fue abolido durante la dinastía Qing que sustituyó los jefes locales por oficiales de la corte imperial.

## Cultura

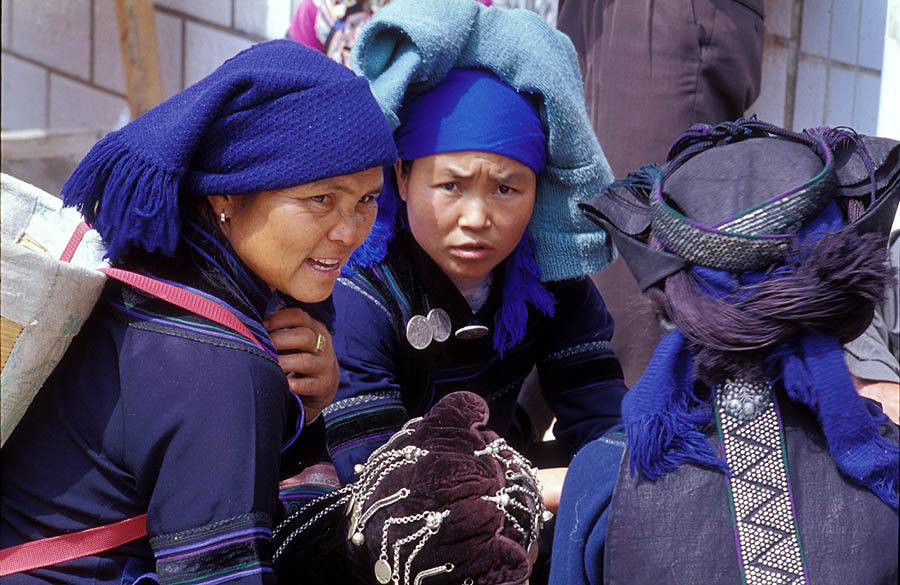
Vestimenta de los hani.

Las viviendas de los hani suelen ser de dos o tres pisos y estar construidas con bambú, lodo, piedra y madera. Los poblados suelen estar compuestos por unas 400 viviendas habitadas por familias que mantienen vínculos familiares entre ellas.
El traje tradicional de los hani suele estar confeccionado en tela de color azul oscuro. Los hombres visten chaquetas cortas y pantalones largos y anchos. Suelen utilizar turbantes realizados en color blanco o negro. Las mujeres visten de forma distinta según el clan al que pertenecen. No existen ninguna diferencia en la vestimenta de los niños y niñas menores de siete años.
Se trata de unos pueblos más pobres de toda la República Popular China con una tasa de mortalidad infantil bastante elevada: 107 de cada 1000 niños hani muere durante su infancia. La esperanza de vida para este pueblo se sitúa en los 58 años.

## Religión
Los hani son politeístas y profesan una especial adoración hacia los espíritus de sus antepasados. Se suelen practicar rituales para venerar a los diferentes dioses y conseguir así su protección.
La jerarquía religiosa de los hani está dividida en tres personajes principales: el zuima que dirige las principales celebraciones; el beima, encargado de practicar los exorcismos y los rituales mágicos; el nima que se encarga de realizar predicciones y administrar las hierbas medicinales. Este último cargo puede ser desempeñado indistintamente por hombres y mujeres.